# Бондарчук Сергій Михайлович
Бондарчук Сергій Михайлович  (9 вересня 1961, с. Губин, Старокостянтинівський район, Хмельницька область, Українська РСР, СРСР — 20 лютого 2014, Київ, Україна) — громадсько-політичний діяч, активний учасник Євромайдану, голова Старокостянтинівської міської організації ВО «Свобода», помічник-консультант народного депутата України Ігоря Сабія, вчитель фізики Старокостянтинівської гімназії Старокостянтинівської міської ради Хмельницької області. Герой України (2014, посмертно).

## Життєпис
Народився в селі Губин, Старокостянтинівського району, Хмельницької області. Мати — Бондарчук (до шлюбу Босюк) Євгенія Степанівна, викладала українську мову та літературу в Ладигівській середній школі. Батько — Бондарчук Михайло Павлович, працював ветеринарним лікарем у дослідному господарстві «Самчики» Хмельницької обласної сільськогосподарської дослідної станції.
Навчався в Ладигівській середній школі. Вищу освіту здобув у Кам'янець-Подільському педагогічному інституті, був студентом фізико-математичного факультету в 1978—1983 роках. Педагогічну діяльність розпочав у 1983 році в Поповецькій восьмирічній школі Старокостянтинівського району Хмельницької області на посаді вчителя фізики та математики.
У 1994—1996 роках працював у АТ «Україна» села Сахнівці Старокостянтинівського району.
З 1997 року викладав фізику у Старокостянтинівській гімназії Хмельницької області. Вчитель вищої кваліфікаційної категорії, вчитель-методист, переможець міського та учасник обласного етапів конкурсу «Вчитель року—2013» у номінації «Фізика», координатор Всеукраїнського фізичного конкурсу «Левеня» у місті Старокостянтинові.
Захоплювався історією України, багато читав, був досить ерудованою людиною. Член «Просвіти».
Сповідував і пропагував здоровий спосіб життя, активно займався спортом. У складі вчительської команди Старокостянтинівської гімназії щорічно брав участь у спортивних змаганнях із різних видів спорту, міській вчительській спартакіаді. Своїх учнів він також спонукав до занять спортом: любив грати із ними у теніс і волейбол, шахи. А ще – прагнув посіяти в їхніх душах зерна любові до рідного краю: спілкувався з ними про життя й історію України, про борців за незалежність держави, про героїв Крут.
Член виконавчого комітету Старокостянтинівської міської ради Хмельницької області. Член ради сприяння розвитку освіти міста Старокостянтинова.
У 2005—2009 роках очолював міську організацію Конгресу Українських Націоналістів.
З 19 червня 2009 року голова Старокостянтинівської міської організації ВО "Свобода". Помічник-консультант народного депутата України Ігоря Сабія, брав активну участь у різноманітних акціях, сам організовував акції, мітинги в Старокостянтинові.
Пов'язав своє життя з Українським Козацтвом. Курінний Українського Козацтва. Нагороджений посмертно Козацьким Хрестом «За козацьку мужність на Майдані» з правом носіння усім його нащадкам за поданням Старокостянтинівського районного козацтва, за рішенням нагородної комісії 4-го козацького редуту Майдану.
Одружений з Тетяною Бондарчук, з якою прожив 33 роки, виховав сина Володимира.

### Участь у Революції Гідності
Громадсько-політичний діяч. З перших днів Євромайдану Бондарчук брав активну участь в акціях протесту. Після побиття студентів 30 листопада 2013 року на Майдані у Києві, він організовував акції та мітинги у місті Старокостянтинові на підтримку Євромайдану, а також постійно їздив до Києва сам і організовував поїздки для участі у вічах та протестних акціях. У Києві провів усі вихідні, Різдвяні свята.
Востаннє Сергій Бондарчук поїхав на Майдан вранці 19 лютого 2014 року. Він був у першій Хмельницькій сотні «Свободи», яка розмістилась в приміщенні КМДА. Зранку 20 лютого 2014 року, коли на вулиці Інститутській знову почала литись кров українських патріотів, на передову йшли лише добровольці. Кожен із них усвідомлював, що стріляють звідусіль професійні снайпери. Знали, що з походу повернуться не всі. У кожного був вибір: залишитись охороняти КМДА чи йти на передову, виносити поранених.
Не маючи зброї, бронежилетів, вони пішли проти добре озброєних силовиків. Пішов на передову і Сергій Бондарчук. Він загинув 20 лютого 2014 року на вулиці Інститутській від кулі снайпера, коли виносив поранених.

## Вшанування пам'яті
- Ім'ям Сергія Бондарчука названо одну з вулиць у Старокостянтинові.[10]
- У Старокостянтинові 21 лютого 2014 року було проведено автопробіг для вшанування пам'яті Сергія[11].
- ВРУ прийняла постанову про присвоєння звання «Герой України» і рекомендувала Президенту Україну присвоїти звання «Герой України» загиблим учасникам акцій протесту, в тому числі Бондарчуку Сергію Михайловичу. За проголосували 346 зі 372 народних депутатів.
- 5 квітня 2014 року в Старокостянтинові було проведено відкриту першість ДЮСШ і міста з легкої атлетики на честь Бондарчука[12].
- С. Бондарчуку посмертно присвоєнно звання «Почесний громадянин міста Старокостянтинова».[13].
- 28 червня у Старокостянтинові відбувся парад вишиванок, присвячений пам'яті полеглих героїв та Сергієві Бондарчуку.[14]
- У пам'ять про Бондарчука відкрито дві меморіальні дошки: на будівлі Старокостянтинівської гімназії, де він працював, та на будинку, де він мешкав[15].
- Напередодні Дня вчителя на стіні Поповецької ЗОШ І-ІІ ст. було відкрито меморіяльну дошку Сергію Бондарчуку. З цієї школи розпочалася учительська діяльність Сергія Бондарчука.[16]
- 17 лютого 2015 року у місті Кам'янець-Подільський відкрито меморіяльну дошку на честь Сергія Бондарчука.

### Нагороди
- Звання Герой України з удостоєнням ордена «Золота Зірка» (21 листопада 2014, посмертно) — за громадянську мужність, патріотизм, героїчне відстоювання конституційних засад демократії, прав і свобод людини, самовіддане служіння Українському народу, виявлені під час Революції гідності[17]
- Медаль «За жертовність і любов до України» (УПЦ КП, червень 2015) (посмертно)[18]

## Галерея

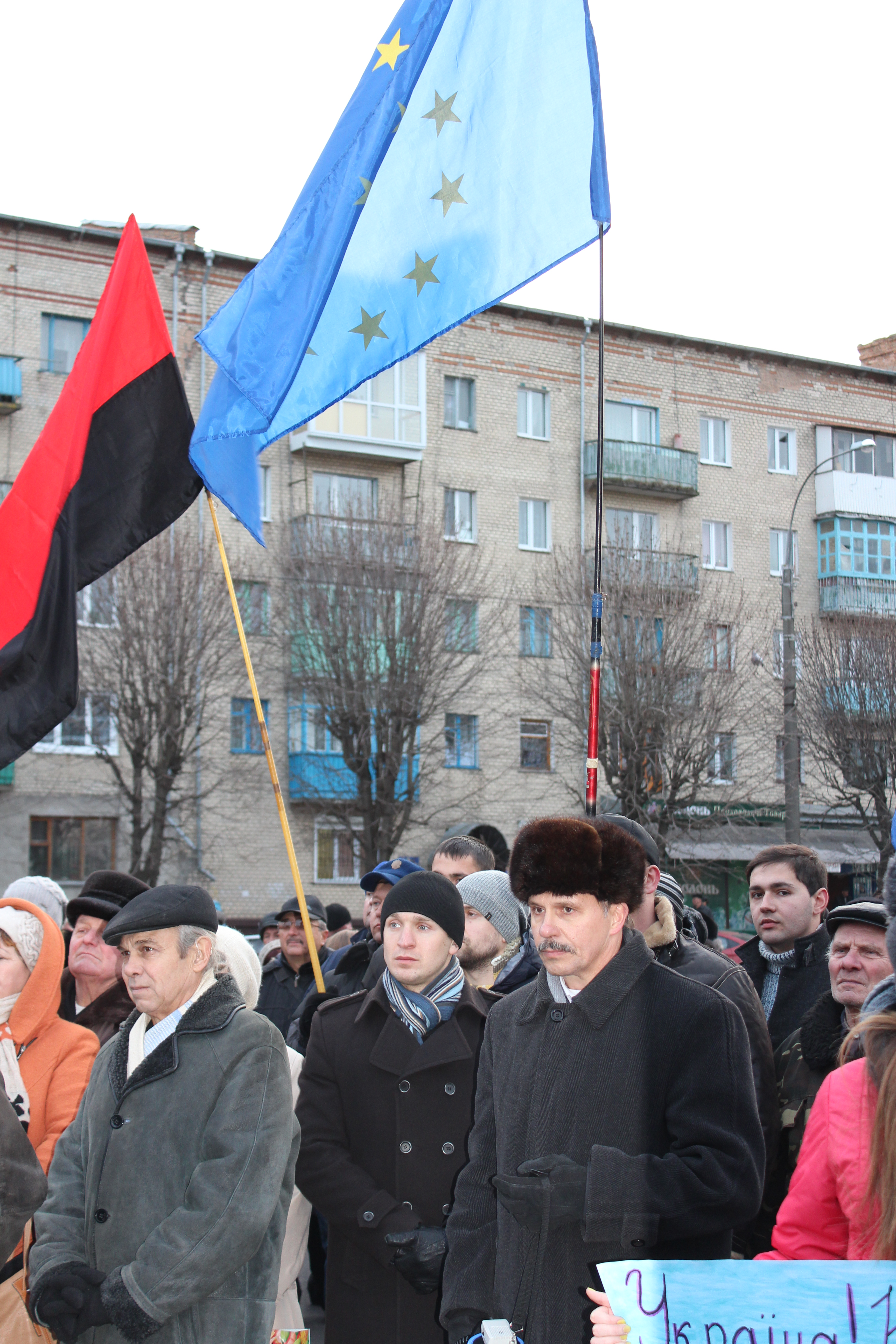
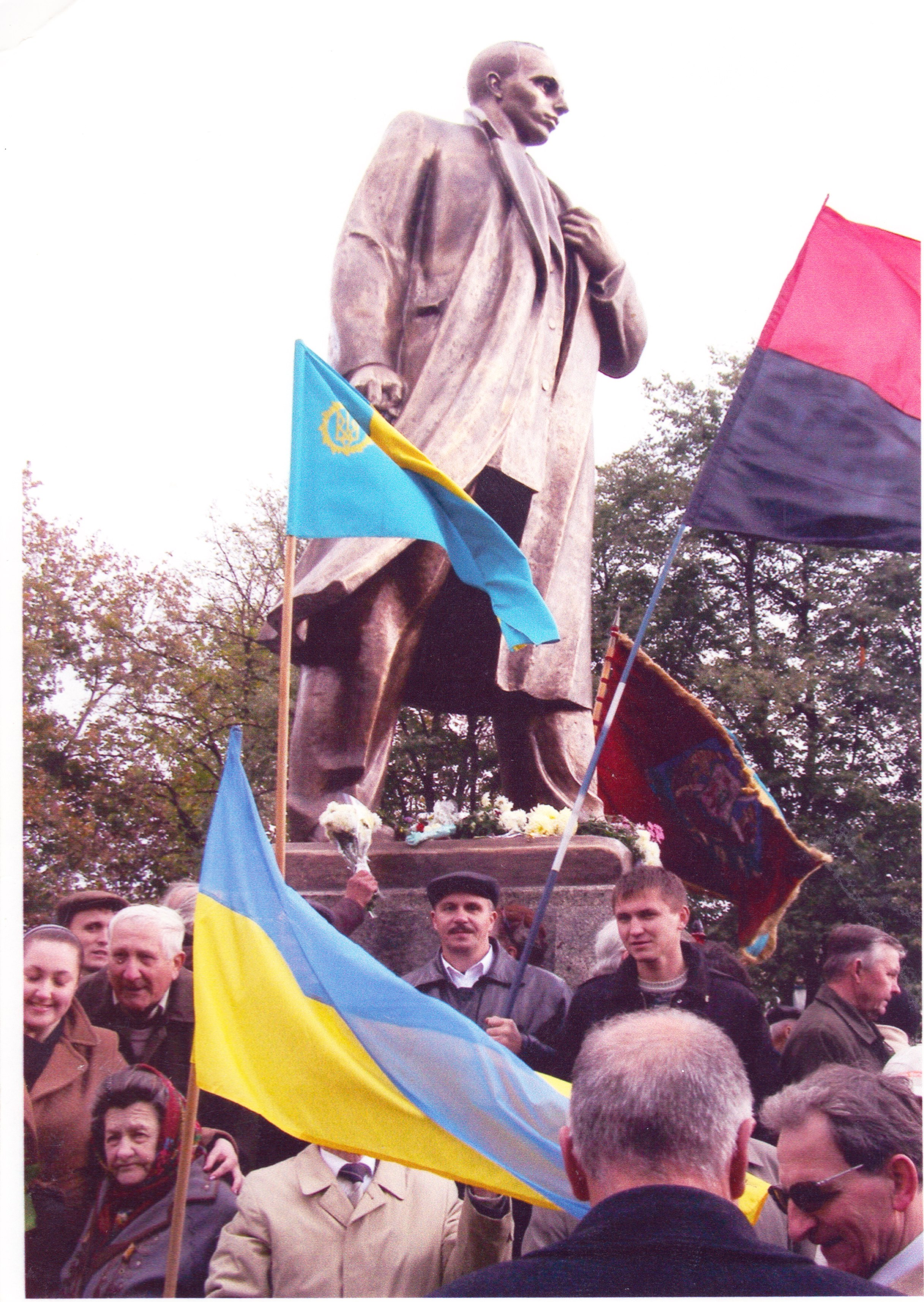
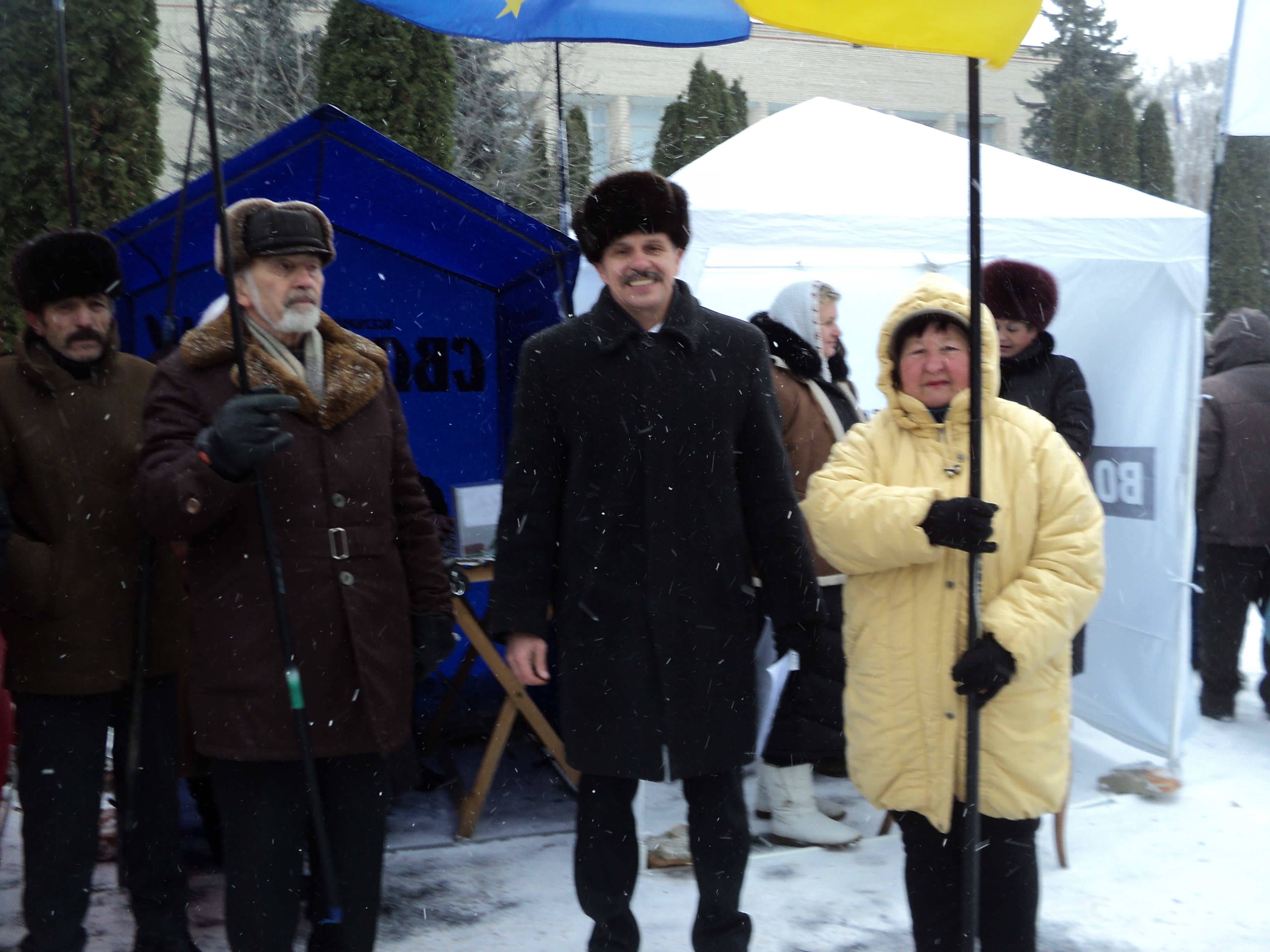
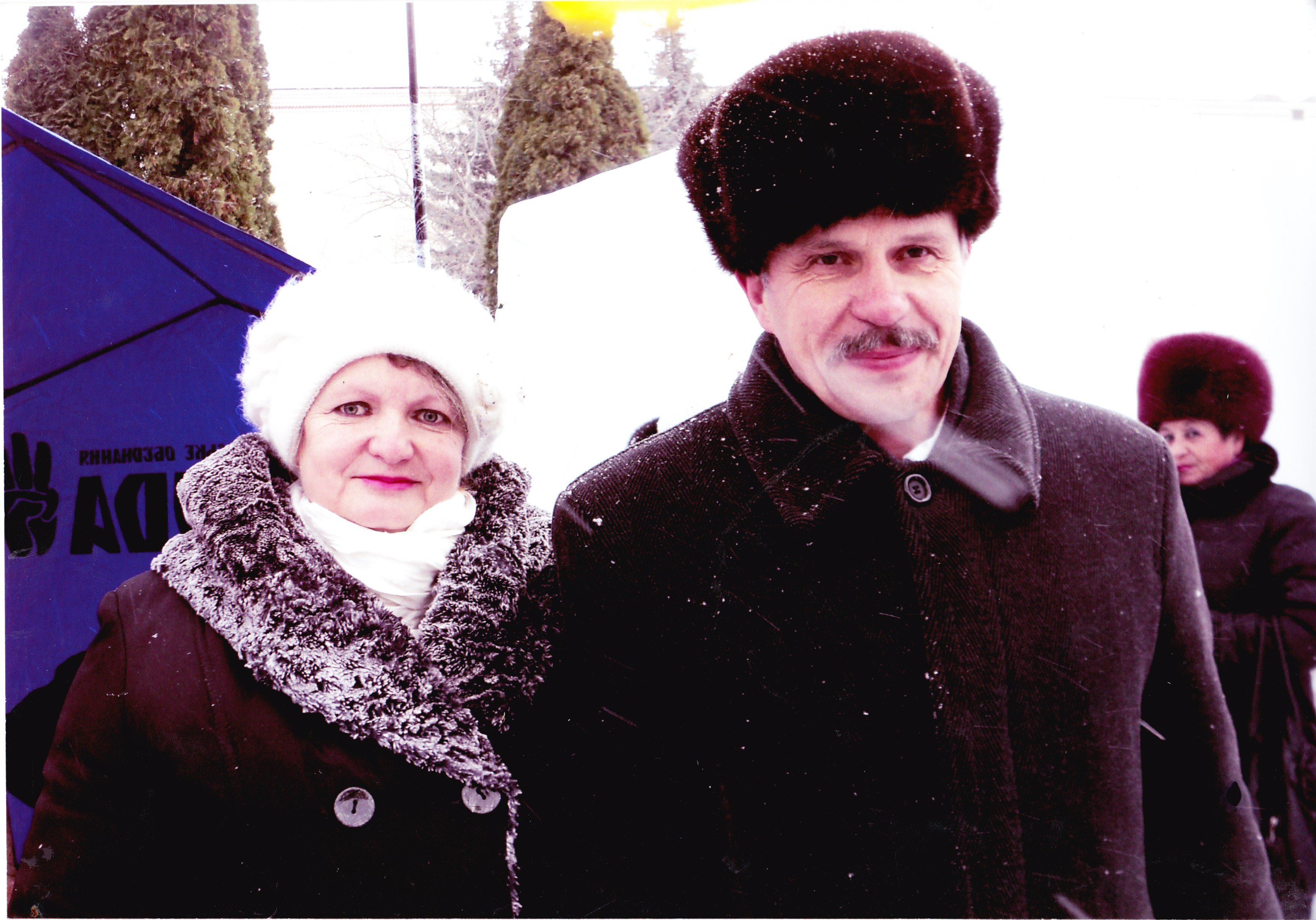
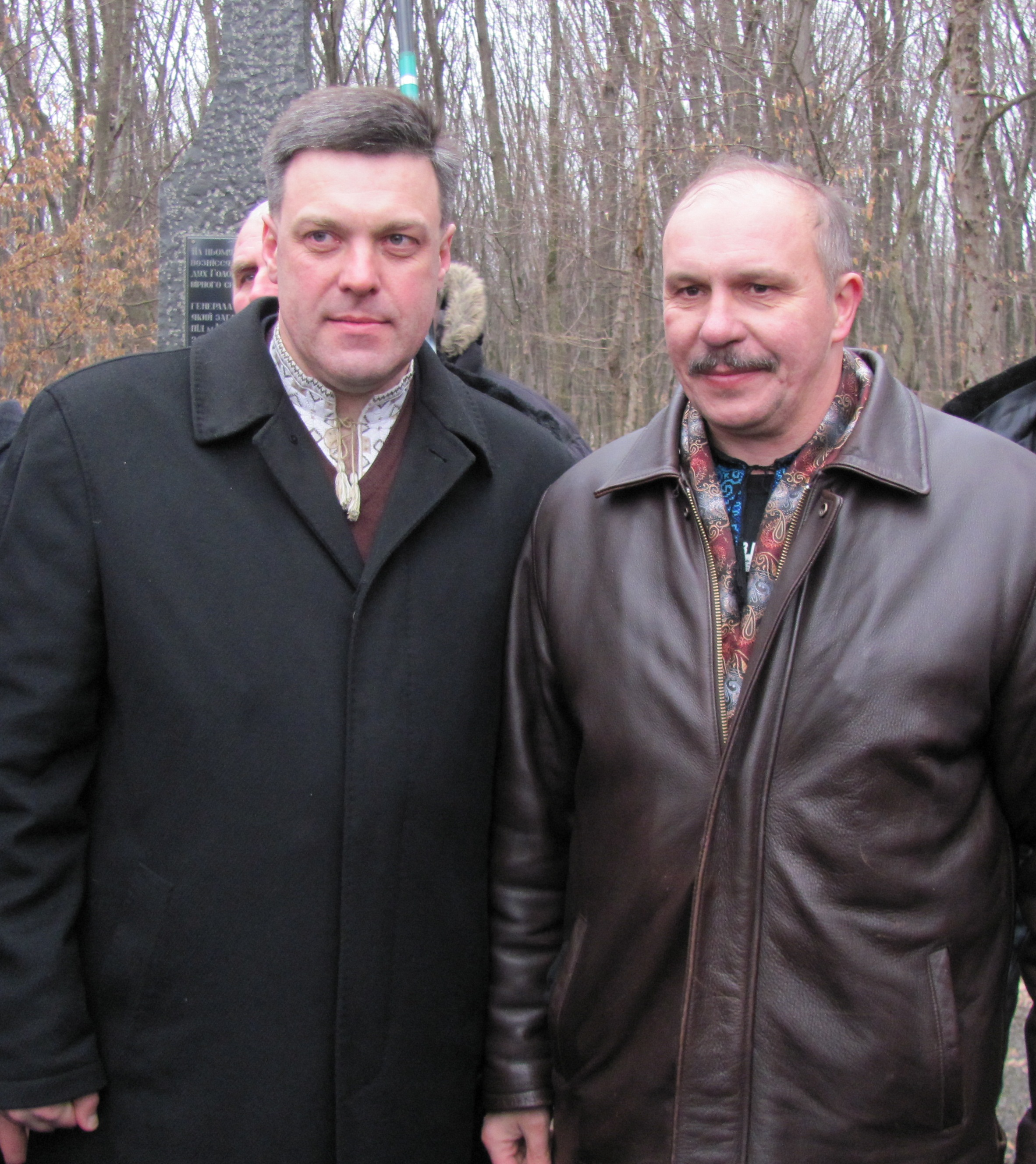
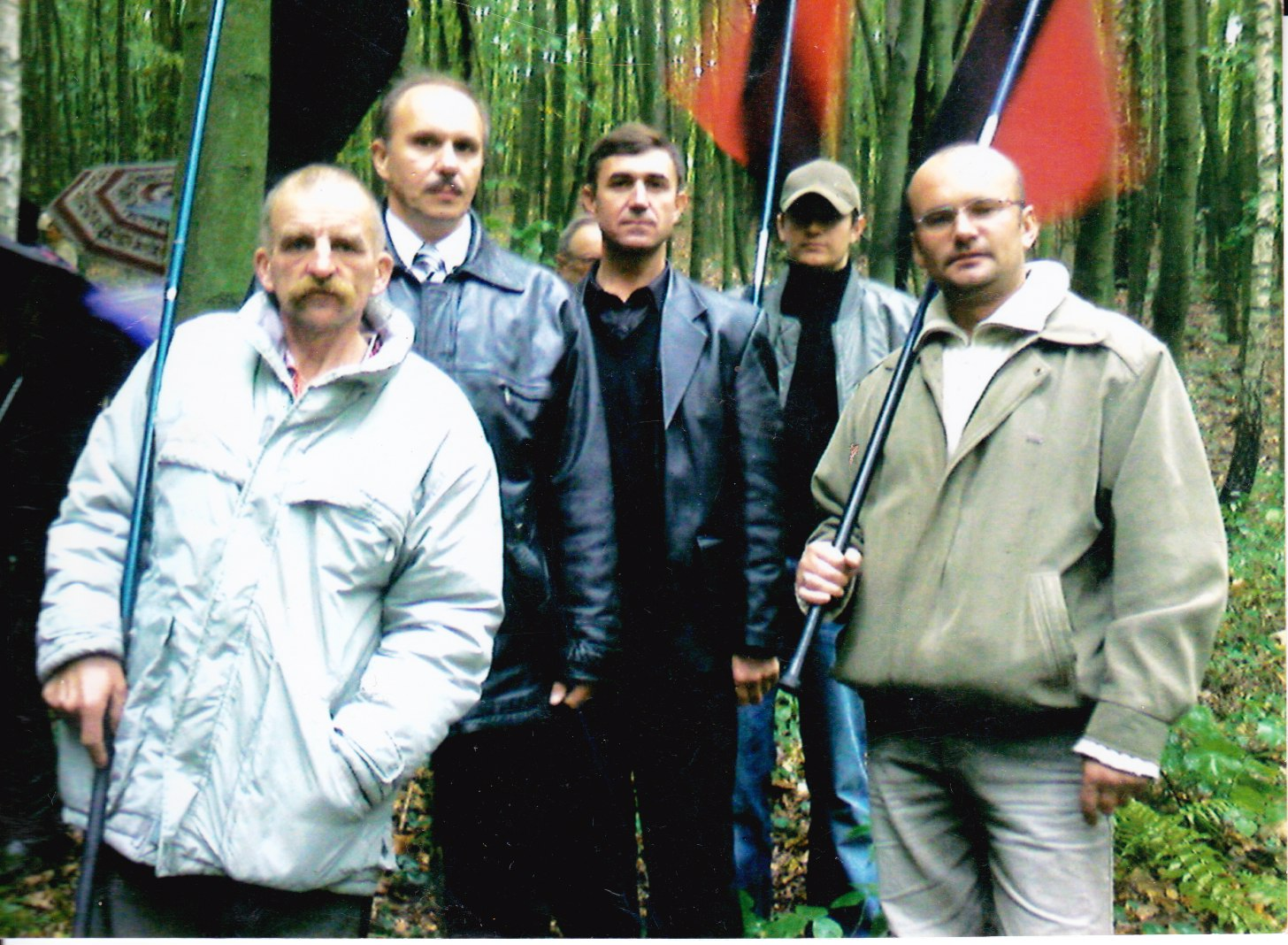
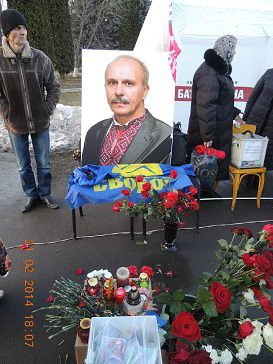